# Edmundo Calva Cuadrilla
Edmundo Calva Cuadrilla (n. Pachuca, Hidalgo, 1922; f. 2018) fue un médico cirujano militar mexicano, uno de los fundadores de la Sociedad Mexicana de Ciencias Fisiológicas y de la Sociedad Mexicana de Bioquímica.

## Datos biográficos
Edmundo Calva Cuadrilla fue médico, cirujano y partero, nacido en la ciudad de Pachuca, Hidalgo, realizó sus estudios de licenciatura en la Escuela Médico Militar, en la Ciudad de México, del 23 de enero de 1941 al 31 de diciembre de 1946 (25ª generación). Presentó su examen profesional el 21 de noviembre de 1946, y su tesis de licenciatura llevó el título Tumores de Wilms. Estudio de divulgación y publicación de 10 casos del Hospital Infantil de México, de 229 páginas. Posteriormente, fue comisionado en la enfermería de la Escuela Militar de Aviación, en Guadalajara, Jalisco, de enero a abril de 1947, como Mayor Médico Cirujano, comandante del pelotón de sanidad.[cita requerida]
Perteneció a la primera generación de médicos internos en el Hospital Central Militar, en la Ciudad de México, de mayo de 1947 al 14 de marzo de 1948, después de lo cual fue designado como profesor de fisiología general y fisiología humana en la Escuela Médico Militar, del 15 de marzo de 1948 al 15 de junio de 1952.[cita requerida]
Fue profesor de patología general de los pasantes de medicina de la Escuela Médico Militar en 1948 y 1949.[cita requerida]
Asimismo, fue profesor de fisiología general en la Escuela Nacional de Medicina de la Universidad Nacional Autónoma de México de abril de 1948 a junio de 1952.[cita requerida]
Fue becario investigador en el Departamento de Fisiología del Instituto Nacional de Cardiología de junio de 1948 a junio de 1952.[cita requerida]
En junio de 1952, obtuvo la Beca Squibb para estudiar en el extranjero tres años, de 1952 a 1955, en un concurso nacional en el que participaron 35 médicos de toda la República, y gracias a ella inició sus estudios de doctorado en la Universidad de Wisconsin, la que en 1954 le otorgó una beca. Además, en 1955 recibió una de la Fundación Rockefeller, ambas efectivas hasta que obtuvo su doctorado, en agosto de 1956.[cita requerida]
Obtuvo el grado académico de doctor en ciencias (Ph.D., Doctor of Philosophy) en la especialidad de química fisiológica, en el Departamento de Química Fisiológica, en la Escuela de Medicina de la Universidad de Wisconsin, en Madison, Wisconsin, donde realizó sus estudios desde septiembre de 1952 hasta agosto de 1956. Presentó su examen doctoral el 17 de agosto de 1956, y su tesis, de 120 páginas, llevó el título: Studies on the metabolism of carbamyl aspartate in normal and neoplastic tissues [Estudios sobre el metabolismo del aspartato de carbamil].[cita requerida]
Posteriormente fue designado profesor de bioquímica de la Escuela Médico Militar, desde enero de 1956 hasta diciembre del año 2000, así como profesor de bioquímica en la Escuela Militar de Graduados de Sanidad desde 1969 hasta el 2014.[cita requerida]

## Nombramientos profesionales
- Profesor Emérito de Bioquímica de la Escuela Médico Militar, 15 de mayo de 1982.
- Profesor Emérito de Bioquímica de la Escuela Militar de Graduados de Sanidad, 15 de mayo de 2006.
- Fundador, profesor e investigador residente y jefe del Departamento de Bioquímica en el Instituto Nacional de Cardiología, de 1957 a 1972.
- Profesor e investigador del Departamento de Bioquímica del Centro de Investigación y de Estudios Avanzados del Instituto Politécnico Nacional, de 1972 a 1999.[2][3]
- Coordinador de enseñanza del Departamento de Bioquímica.[cita requerida]

## Condecoraciones
Recibió la condecoración de Servicios Distinguidos que le otorgó el secretario de la Defensa Nacional, el general Juan Arévalo Gardoqui, el miércoles, 20 de marzo de 1985, en la Escuela Médico Militar.